# Aleksandr Bujko
Aleksandr Michajłowicz Bujko (ros. Александр Михайлович Буйко, ur. 7 kwietnia 1885 we wsi Ostrowiany w guberni wileńskiej, zm. 30 stycznia 1941 w Moskwie) – działacz bolszewicki, radziecki polityk.

## Życiorys
Uczył się w wieczorowej szkole technicznej przy Fabryce Putyłowskiej w Petersburgu, 1904 wstąpił do SDPRR, 1 marca 1909 został aresztowany i 22 listopada 1909 skazany na osiedlenie w Ust-Urdu w guberni irkuckiej. Do 1917 przebywał w Czeremchowie, Tułunie, Krasnojarsku i Wierchnieudińsku (obecnie Ułan Ude), 1917 był zastępcą przewodniczącego Rady Wierchnieudińskiej, a 1917-1918 głową miasta Wierchnieudińska. W 1918 przewodniczył Rewolucyjnemu Trybunałowi Nadbajkala, po zajęciu rejonu Bajkału przez białych wyemigrował do Urgi (obecnie Ułan Bator), następnie do Harbinu, 1920 po ponownym opanowaniu terenu przez czerwonych wrócił do Rosji. Od października 1920 do 1921 był emisariuszem władz Republiki Dalekiego Wschodu w obwodzie nadbajkalskim, od czerwca 1921 do maja 1924 członkiem Dalekowschodniego Biura KC RKP(b), w tym od czerwca do 18 września 1922 sekretarzem odpowiedzialnym Dalekowschodniego Biura KC RKP(b) i do 15 listopada 1922 przewodniczącym Zgromadzenia Ludowego Republiki Dalekiego Wschodu. Od września 1922 do maja 1924 był zastępcą sekretarza odpowiedzialnego Dalekowschodniego Biura KC RKP(b), od 1922 przewodniczącym Dalekowschodniej Rady Towarzystw Spółdzielni Spożywców, od czerwca 1924 do 1925 członkiem Zarządu Centralnej Rady Stowarzyszeń Spożywców ZSRR. W latach 1925-1933 był zastępcą ludowego komisarza handlu wewnętrznego/ludowego komisarza handlu RFSRR, a od 1933 do końca życia zastępcą głównego arbitra przy Radzie Komisarzy Ludowych RFSRR.